# Ugonščica
Ugonščica (in russo Угонщица?) è il terzo album in studio della cantante russa Irina Allegrova, pubblicato nel 1994 dalla Jeff Records.

## Tracce
1. Ugonščica – 4:04 (testo: Larisa Rubalskaja – musica: Viktor Chajka)
2. Skvoznjaki – 4:28 (testo: Larisa Rubalskaja – musica: Viktor Chajka)
3. Sama – 3:49 (Viktor Chajka)
4. Nad propastju vo rži – 4:42 (testo: Igor' Nikolaev – musica: Igor' Krutoj)
5. Ključi – 3:37 (testo: Larisa Rubalskaja – musica: Vjačeslav Dobrynin)
6. Vojdi v menja – 4:42 (Igor' Nikolaev)
7. Ty mne nužen – 3:54 (testo: Rimma Kazakova – musica: Igor' Krutoj)
8. Zoloto ljubvi – 3:51 (testo: Igor' Nikolaev – musica: Igor' Krutoj)
9. Nezhdannyj gost' – 3:08 (testo: Jurij Garin – musica: Igor' Krutoj)
10. Ja tebja otvojuju – 5:37 (testo: Marina Cvetaeva – musica: Igor' Krutoj)
11. Bezotvetnaja ljubov' – 4:10 (testo: Rimma Kazakova – musica: Igor' Krutoj)
12. Privet, Andrej – 4:03 (Igor' Nikolaev)